# Moayad Shatat
Moayad Shatat (Catar, 28 de junio de 1984) es un ejecutivo de nacionalidad jordana vinculado al mundo del fútbol, más concretamente a la Liga española. Ejerció como Vicepresidente del Málaga C.F. y fue elegido por Skyline International, sociedad que forma parte de un grupo empresarial de inversión, para dirigir el proyecto que tiene diseñado para el Elche CF. A la entrada de esta empresa de capital internacional en la gestión del club ilicitano, Shatat ejercería el cargo de Presidente ejecutivo de la entidad.

## Carrera profesional
Después de graduarse en Ciencias Económicas en 2005 por la Universidad de Ciencias Aplicadas de Amán, Jordania, comenzó a trabajar en la supervisión y desarrollo de grandes proyectos en Emiratos Árabes Unidos y Catar. 
En 2015, Moayad Shatat fue nombrado 'Cónsul Honorario' del Parlamento de Brasil para Oriente Medio. En febrero de 2016, recibió el título 'doctor honoris causa' en Negocios Internacionales y Finanzas por la Charisma International University.

## Málaga C.F
Moayad Shatat fue nombrado por el dueño del Málaga CF, Abdullah bin Nasser Al Thani, Vicepresidente de la entidad en el año 2012. Shatat permaneció en el cargo hasta su dimisión en 2015. El ejecutivo llegó al club en plena crisis institucional y a través de una profunda reestructuración económica logró dotar a la institución de un modelo de gestión sostenible, adaptándolo a las nuevas normativas de control económico. 
Con él como Vicepresidente, el Málaga CF alcanza su mayor logro histórico a nivel deportivo, alcanzando los cuartos de final de la Champions League en su edición de 2012.

## Elche C.F
Moayad Shatat ocupa ahora el cargo de director del Proyecto Elche C.F que Skyline International tiene diseñado en concreto para el club ilicitano. El ejecutivo jordano desempeñaría la función de Presidente ejecutivo de concretarse el proceso de entrada del grupo en el club franjiverde. 